# Tarkahúsú érdestinóru
A tarkahúsú édestinóru (Leccinum variicolor) gombafaj, a tinórufélék (Boletaceae) családjába tartozik.

## Megjelenése
Kalapja 7–10 cm átmérőjű, sima felszínű, félgömb alakú domború. Zsíros tapintású, barna színű, világosabb szürkés foltokkal. Vannak rajta szürkés és zöldes tónusok egyaránt.
A tráma felkanyarodó és vastag, fehér színű. Színe öregen már olajbarna vagy szürkés. Pórusa szürke.
A tönkje karcsú: általában 12–14 centiméter hosszú (ritkán elérheti a 20 cm-t is) és többnyire 1,5 (esetenként akár 4) centiméter vastag. Lefelé kicsit szélesedik, hengeres. Halványszürke, esetleg fehér alapon barnásfekete pikkelyes és hosszanti szálas. A pikkelyek sokszor álhálózatot alkotnak. A tönk alja jellemzően kékeszöld színeződésű.
Húsa fehér, kemény, enyhén, de gyorsan pirul, majd hosszan türkizkékessé válik. Többnyire szagtalan és íztelen.
Spórája 5-6,5 x 14-19 µm méretű, orsó alakú, vékonyfalú. Spórapora barna.

## Előfordulása
Főleg nedves erdőkben fordul elő, nyártól egészen őszig. Nyírfákkal áll obligát mikorrhizás kapcsolatban, így nyírfák alatt található meg.

## Összetéveszthetősége
Összetéveszthető több hasonló színű fajjal. Ezeknek a kalapja nem tarka. A húsuk nem kékül, vagy ha kékül, akkor máshol él, nem a nyír alatt. Ezek a fajok: Leccinum scabrum, Leccinum griseum és Leccinum duriusculum.